# Bystra (dopływ Bobru)
Bystra (Opatówka, Żywica) – potok górski, lewy dopływ Bobru o długości 10,16 km.
Potok płynie w Sudetach Zachodnich. Wypływa z południowo-wschodniego podejścia Przełęczy Rudawskiej na wysokości 820 m n.p.m. w Rudawach Janowickich. Przepływa przez Pisarzowice i Janiszów. Uchodzi do Bobru przy granicy miasta Kamienna Góra.